# Alex Pilot
 (mai 2020).
Si vous disposez d'ouvrages ou d'articles de référence ou si vous connaissez des sites web de qualité traitant du thème abordé ici, merci de compléter l'article en donnant les références utiles à sa vérifiabilité et en les liant à la section « Notes et références ».
Alex Pilot est un journaliste et réalisateur né le 20 juillet 1974 à Clermont-Ferrand. Il est le cofondateur et directeur des programmes de la chaîne de télévision Nolife.

## Carrière

### Films amateurs et journalisme
Il est d'abord connu pour la série Bitoman qu'il réalise à l'aide de deux magnétoscopes VHS à partir de 1994, parallèlement à ses études qu'il effectue à l'ESRA de Nice. Les cinq premiers épisodes sont diffusés en off lors de la Convention de l'imaginaire de 1995 au lycée Camille-Sée de Paris et rencontrent un succès immédiat auprès du public des fans d'animation et de manga. La série continue jusqu'en 2005 et totalise quatorze épisodes, presque tous diffusés lors des différentes éditions du festival Cartoonist et sur Game One.
Alex Pilot entame des études de japonais à l'INALCO tout en écrivant ponctuellement pour les magazines AnimeLand, ce qui lui permet de faire la connaissance de personnes travaillant pour la chaîne de télévision C:, qui devient en 1998 Game One. Il devient alors monteur et journaliste pour la chaîne et assure un certain nombre de reportages au Japon avec l'aide de Suzuka Asaoka. Il co-crée aussi l'émission Mémoire Vive, qui relate les anciens jeux sortis sur les consoles et bornes d'arcade d'antan, émission qui sera plus tard reprise, remaniée et présentée par Marcus sous le nom de Retro Game One.
En 1999, il s'associe avec plusieurs dizaines de personnes du milieu de l'animation, du manga et du jeu vidéo pour créer la série France Five, dont il devient le réalisateur.

### Pocket Shami
En 2003, il fonde avec Sébastien Ruchet la société de production audio-visuelle Pocket Shami, afin de produire des documentaires et autres programmes axés autour du Japon et de la technologie. La plupart seront vendus à Game One.
Exemples notables d'émissions et documentaires :
"Japon deux points", série de documentaires sur le jeu vidéo japonais diffusés sur Game One 
- Japon : 30 ans d'arcade (2003) - 24 minutes
- Japon : Histoire du Rhythm Game (2004) - 26 minutes
- Japon : Histoire du Horror Game (2004) - ?
- Japon : Histoire du Fighting Game (2005) - 27 minutes
- Japon : Les stars de la Game Music (2005) - 27 minutes
- Japon : Histoire du Shooting Game (2006) - 27 minutes

"Focus", l'émission de reportages de Game One 
- Focus - Treasure Co., Ltd. (2002) - 12 minutes
- Focus - Castlevania (2002) - 12 minutes
- Focus - Wonder Festival (2004) - 13 minutes
- Focus - AOU 2004 (All Nippon Amusement Machine Operator’s Union Show) (2004) - 13 minutes
- Focus - Gradius V (2005)
- Focus - SUZUKI Yû (créateur de Hang on, Space Harrier, OutRun, Virtua Fighter, Shenmue...) (2005) - 12 minutes

Divers : 
- Interview ARAKI Hirohiko pour Animeland (avril 2003) - 15 minutes
- Les écoles de jeu vidéo au Japon (2003) - ?
- Le marché Japonais : une autre façon de jouer (2003) - 25 minutes
- The Legend of Metal Slug - Enter the Slug (2005) - 26 minutes
- Dragon Ball Z Budokai 3 - Le Making of (2005) - 25 minutes
- Kei-Ichirô Toyama : De Silent Hill à Siren (29 mai 2006) - 52 minutes
- Final Fantasy XII : Potions et Chocobos in Tôkyô (5 juin 2006) - 26 minutes
- Naruto : La spirale du Shonen Manga (7 janvier 2007 à 20h30) - 52 minutes

Bonus DVD : 
- Making of Ōban Star-Racers (2006) : Ce making of en 2 parties était présent dans les bonus DVD de la série télévisée - 28 minutes et 39 minutes
- Le château de Cagliostro (édition IDP de 2006) : certaines interviews disponibles dans les bonus de cette édition DVD furent montées par Pocket Shami

Avant même la création de Pocket Shami, Alex réalisait déjà des documentaires pour une autre boîte de production, Viva.
Il a notamment réalisé le documentaire intitulé la Saga Miyamoto pour Game One en 2002.

### Nolife
Profitant de la possibilité offerte par les nouveaux réseaux de diffusion TV, notamment celui de Free, de pouvoir créer une chaîne de télévision à faible coût, Sébastien Ruchet et Alex Pilot travaillent à partir de 2006 sur un tel projet pour parler de tout ce qu'ils aiment avec un minimum de restriction, en s'appuyant sur le réseau de contacts japonais qu'ils ont créé durant plusieurs années. La chaîne Nolife sera officiellement créée début 2007 et commencera à émettre en juin de la même année. Alex Pilot arrête alors de travailler pour d'autres sociétés à l'exception de Pika Édition, pour qui il continuera avec Suzuka Asaoka de traduire pendant quelque temps Chobits, Tsubasa -RESERVoir CHRoNiCLE- ainsi que xxxHOLiC.

## L'après Nolife
Alex a fait une apparition en tant que comédien de doublage invité dans la série Mr FLAP lors de l'épisode 2 de la saison 3 diffusé sur YouTube.
Il a également réalisé le making-of Les cu-lisses de Mr FLAP diffusé sur la chaine YouTube de France.tv Studio.
En dehors de France.tv, il est le réalisateur de la saison 3 de Collector's Quest, émission présentée par le pigiste Florent Gorges. L'émission est disponible sur la chaîne Petit secret de playhistoire.

## Autres informations
- Alex Pilot faisait toujours une apparition en cosplay dans chaque épisode de Bitoman et se faisait presque toujours tuer de façon sanglante au bout de quelques secondes. Son personnage fétiche était une version alcoolique d'Albator qui finissait quasi-invariablement par vomir hors-cadre.
- Il a également porté le costume d'Albator pendant le festival Cartoonist de 1996 pour la venue de Kazuo Komatsubara (en), ainsi que pour un numéro de l'émission Plein d'épices sur MCM.
- Alex a également réalisé plusieurs clips d'artistes japonais, notamment Usagi de Moon -kana-, l'appareil à sous de Baguette Bardot, Muchūdoku de The Heana Cat ainsi que Freeeeze!! et Hot Blood Workout d'Aural Vampire.

## Vie privée
Il rencontre Suzuka Asaoka en 1996 à INALCO avant de se marier avec elle cinq ans plus tard.